# Route nationale 58b (Madagaskar)
Die Route nationale 58b (RN 58b) ist eine 6,5 km lange Nationalstraße am Südostrand der Hauptstadt Antananarivo in der Region Itasy im Zentrum von Madagaskar. Sie führt von Ankadindratombo in südöstlicher Richtung nach Ambohimanambola. Sie kreuzt etwa auf halber Strecke die RN 60 und verläuft entlang des Flusses Ikopa.